# Gurlspitze
Gurlspitze är ett berg i Österrike.   Det ligger i distriktet Salzburg-Umgebung och förbundslandet Salzburg, i den centrala delen av landet, 250 km väster om huvudstaden Wien. Toppen på Gurlspitze är 882 meter över havet.
Terrängen runt Gurlspitze är huvudsakligen kuperad, men västerut är den platt. Runt Gurlspitze är det ganska tätbefolkat, med 83 invånare per kvadratkilometer.. Närmaste större samhälle är Salzburg, 6,9 km väster om Gurlspitze. 
I omgivningarna runt Gurlspitze växer i huvudsak blandskog.